# ディミトリ・ヴァシリエフ
ディミトリ・ヴァシリエフ（露: Дмитрий Викторович Васильев、英: Dimitry Viktorovich Vassiliev、1979年12月26日 - ）はソビエト連邦バシキール自治ソビエト社会主義共和国（現在のロシア、バシコルトスタン共和国）ウファ出身のスキージャンプ選手。

## プロフィール
1998年12月20日にハラコフ（チェコ）でスキージャンプ・ワールドカップにデビューしたが46位に終わった。翌1999年ノルディックスキー世界選手権ではラージヒル39位、ノーマルヒル60位、2000年スキーフライング世界選手権24位と目立った成績は残せずにいた。2001年元旦のスキージャンプ週間第二戦ガルミッシュ＝パルテンキルヒェンで初の表彰台、自己最高の2位となった。
しかし、次のインスブルックの試合におけるドーピング検査でアナボリックステロイドの使用を隠ぺいする効果がある利尿剤"Diuretika"の陽性反応が出たため、スキージャンプ選手として初めて出場停止処分（2年間）が科せられた。
2003年1月6日にワールドカップに復帰するも44位、同年の世界選手権ではラージヒル32位、ノーマルヒル49位に終わった。
2006年のトリノオリンピックではノーマルヒル10位、ラージヒル17位、団体8位。
ワールドカップ総合では2008-2009シーズンの5位が最高位。
2015年1月のワールドカップジャンプヴィケルスン大会のフライング予選で、尻もちをつきながらも254Mのジャンプ史上最長距離を飛んだ。